# Niederauerbach-Kaserne
Die Niederauerbach-Kaserne ist eine Kaserne der Bundeswehr im Zweibrücker Stadtteil Niederauerbach in Rheinland-Pfalz, in der das Fallschirmjägerregiment 26 der Luftlandebrigade 1 stationiert ist.

## Lage
Die Kaserne liegt im Zweibrücker Stadtteil Niederauerbach, etwa zwei Kilometer nordöstlich des Stadtzentrums Zweibrückens und etwa einen halben Kilometer westnordwestlich des historischen Ortskerns Niederauerbachs. Neun Kilometer südlich verläuft die Staatsgrenze zu Frankreich.

## Geschichte
Die Niederauerbach-Kaserne wurde 1938 errichtet und bis 1945 von der Wehrmacht genutzt. Nach Kriegsende wurden französische, kanadische und US-amerikanische Soldaten in Zweibrücken stationiert und die Kaserne zunächst bis 1960 von den französischen Streitkräften belegt, ab 1960 schließlich von der Bundeswehr.
Von 1982 bis 2015 war das Fallschirmjägerbataillon 263 in der Niederauerbach-Kaserne stationiert. Nach seiner Auflösung gingen große Teile des Bataillons (gemeinsam mit dem Fallschirmjägerbataillon 261 und dem Luftlandeunterstützungsbataillon 262) in das neu aufgestellte, etwa 1800 Soldaten starke Fallschirmjägerregiment 26 der Luftlandebrigade 1 über, dessen 1. bis 7. sowie 10. und 11. Kompanien seit April 2015 in Niederauerbach stationiert sind. Die 8. und die 9. Kompanie sind im saarländischen Merzig in der Kaserne „Auf der Ell“ disloziert.